# Jean-Baptiste Barrès
Pour les articles homonymes, voir Barrès.
Jean-Baptiste Auguste Barrès, né le 25 juillet 1784 à Blesle (Auvergne), mort le 12 février 1848 à Charmes (Vosges), est un officier chasseur vélite dans la garde impériale napoléonienne. Il écrit ses souvenirs, Souvenirs d'un officier de la Grande Armée, publiés en 1923 par son petit-fils l'écrivain Maurice Barrès. Ces souvenirs pris au jour le jour sur de petits carnets racontent son itinéraire au travers de ses journées de marche et cantonnements, en France, en Allemagne, ainsi qu'en Pologne, Prusse, Italie, Espagne et Portugal. Ces notes deviendront une référence historique de grand intérêt.

## Biographie
Jean-Baptiste Barrès s'engage le 20 juin 1804 au corps de vélites de la garde consulaire au Puy. Simple soldat et fidèle de Napoléon, il sera un témoin oculaire et décrira avec précision le sacre de l'Empereur. Officier de la Grande Armée, il participe aux batailles napoléoniennes d'Ulm, d'Austerlitz (1805), Iéna, Eylau, et Tilsitt. 
- Promu sous-lieutenant au 16e régiment d'infanterie légère.
- Promu capitaine le 19 avril 1812, il rejoint début 1813 la Grande Armée, avec le grade de capitaine du 3e bataillon du 47e régiment des voltigeurs[1].

Le 19 janvier 1835, Jean-Baptiste Barrès prend une disponibilité pour attendre sa retraite et se retire à Charmes au grade de lieutenant-colonel.

## Publications
- Souvenirs d'un officier de la Grande Armée, posthume, publiés par les soins de Maurice Barrès, 1923.